# Costa Juràssica
La costa Juràssica (en anglès: Jurassic Coast) és Patrimoni de la Humanitat, situada a la costa sud d'Anglaterra, al canal de la Mànega. El lloc s'estén des d'Orcombe Point prop d'Exmouth, Devon, a Old Harry Rocks, prop de Swanage, al Dorset est, una distància de 153 km. Aquest lloc va ser designat pel programa de televisió Seven Natural Wonders (Les set meravelles naturals) com una de les meravelles del sud-oest del Regne Unit. Hi passa el sender de la Costa Sud-oest.

## Geologia

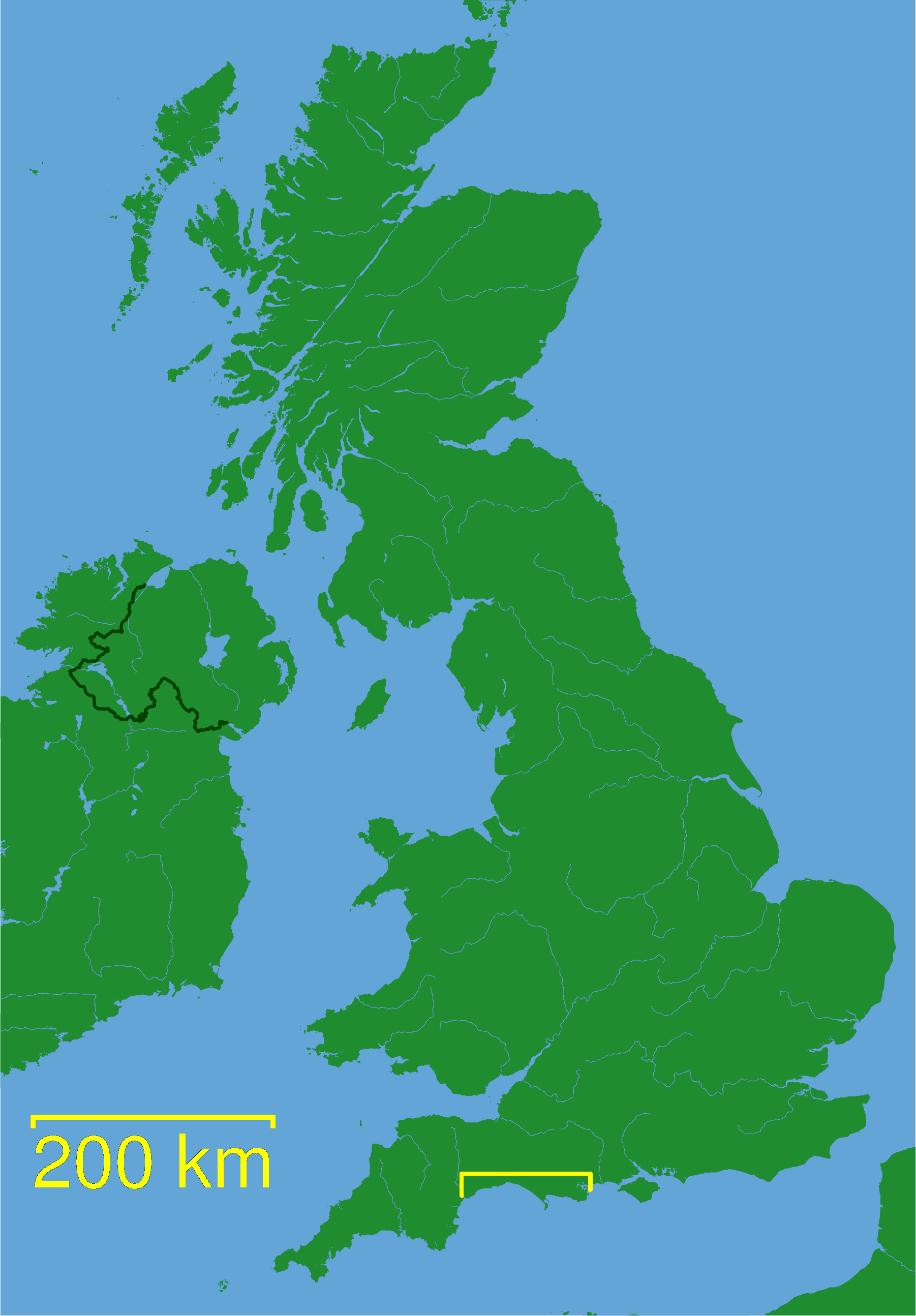
Localització dins el Regne Unit

La costa Juràssica consta de penya-segats dels períodes Triàsic, Juràssic i Cretaci i documenten 180 milions d'anys de la història geològica.
Aquest lloc presenta exemples de geomorfologia, incloent-hi arcs naturals a Durdle Door, coves i plegaments calcaris a Lulworth Cove i una illa, la Isle of Portland. Chesil Beach és un exemple de tómbol i de platja de tempesta (una platja afectada per la gran força de les onades). La paleontòloga Mary Anning, originària d'aquest indret, n'estudià els fòssils al voltant de Lyme Regis i descobrí el primer ictiosaure fòssil complet a The Spittles.

## Història
Durant la Segona Guerra Mundial, diverses seccions de la costa Juràssica van passar a ser propietat del Ministeri de Guerra. Una de les principals bases de la Royal Navy era a Portland Harbour, però actualment està clausurada. La base de Bovington segueix sent utilitzada i grans parts de la costa entre Lulworth Cove i Kimmeridge, incloent-hi la ciutat fantasma de Tyneham, només són parcialment accessibles.
Parts de la costa, especialment al voltant de Portland, poden ser perilloses i hi ha hagut molts naufragis. El gener de 2007 el vaixell MSC Napoli, amb 2.400 contenidors, embarrancà a Branscombe prop de Sidmouth, i perdé combustible i la càrrega.
Les esllavissades de terra i la caiguda de roques hi han estat corrents. El 6 de maig de 2008, 400 metres de secció de la costa van lliscar cap avall.

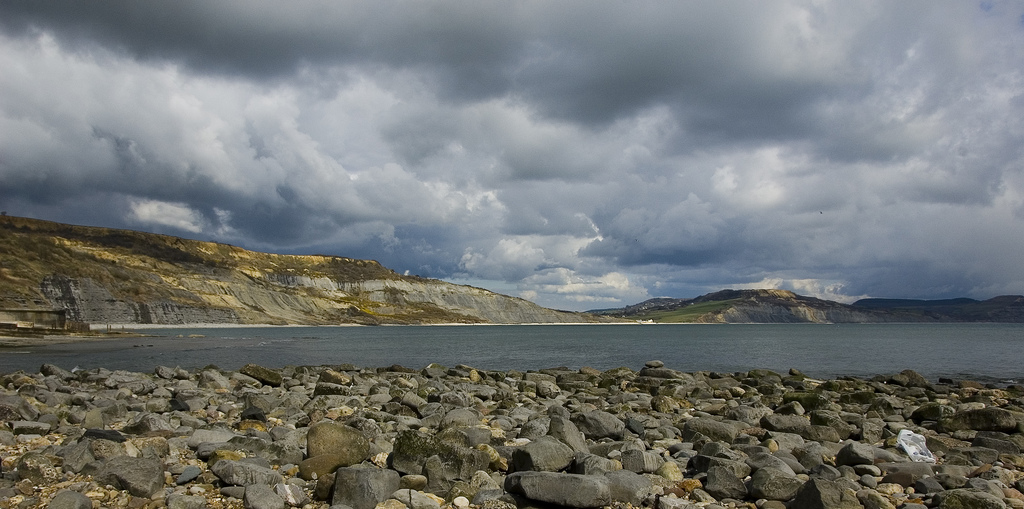
Lyme Bay

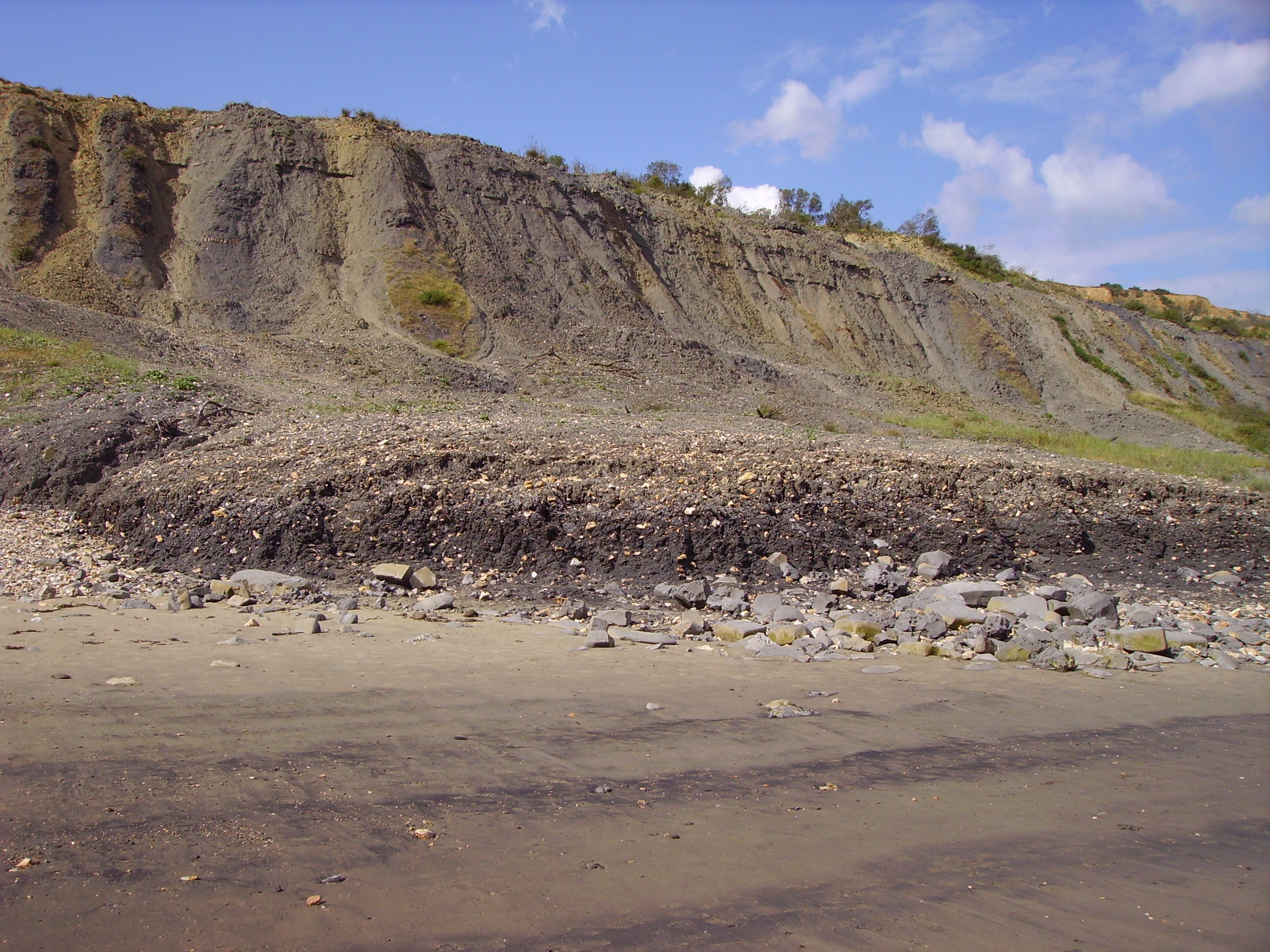
Lyme Regis

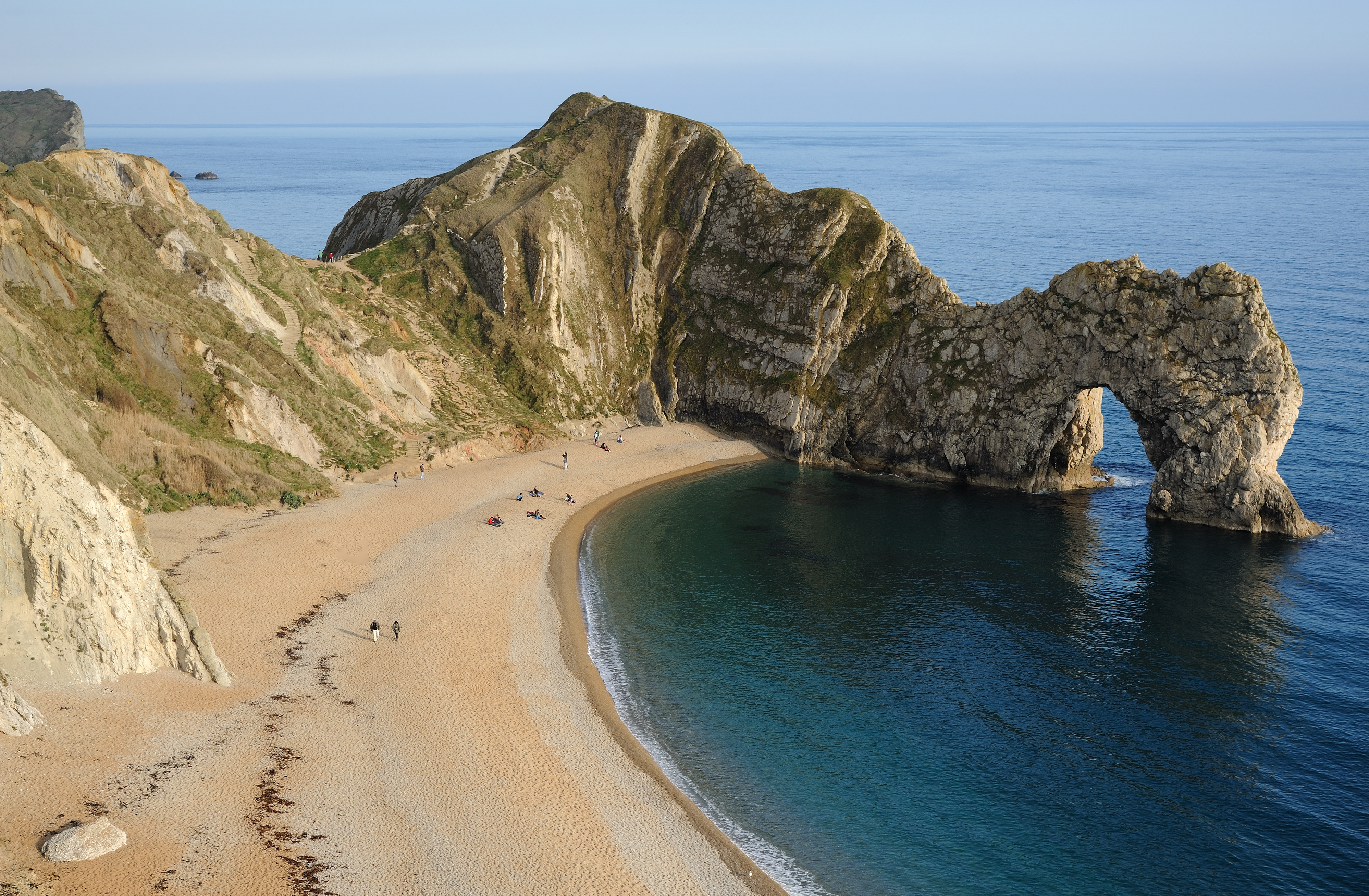
Durdle Door

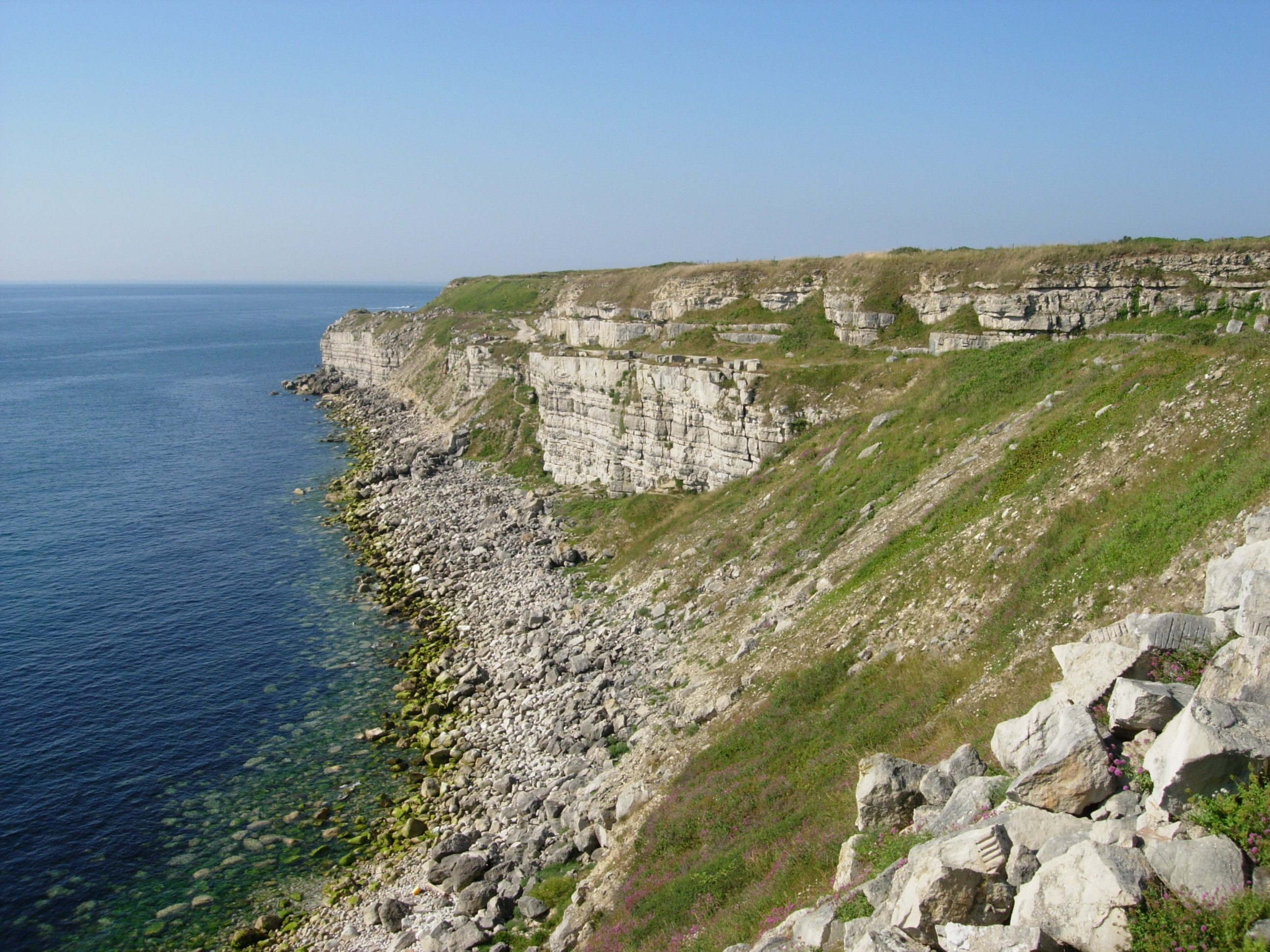
Pedres calcàries del Juràssic a l'illa de Portland

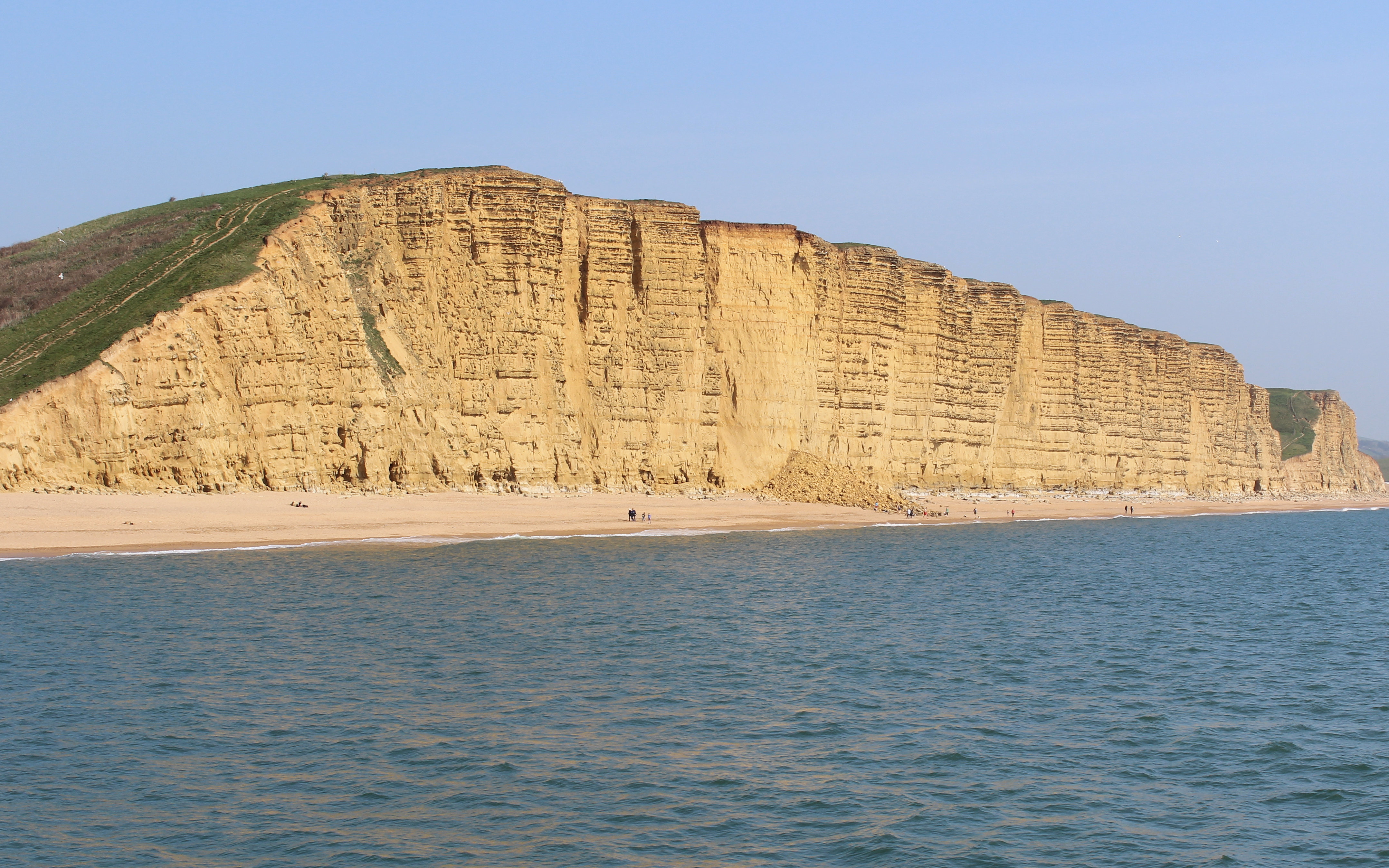
East Cliff, West Bay després d'una caiguda